# Jelena Romanova
Jelena Nikolajevna Romanova (Russisch: Елена Николаевна Романова) (Neschenskoje - Oblast Voronezj, 20 maart 1963 – Wolgograd, 28 januari 2007) was een Russische atlete. Zij blonk uit op alle afstanden van 1500 tot en met 10.000 m. In totaal nam ze driemaal deel aan de Olympische Spelen en won hierbij één gouden medaille.

## Biografie

### Eerste succes
Haar eerste internationale succes boekte de achttienjarige, als Jelena Malukina geboren, Russische bij de Europese jeugdkampioenschappen van 1981 in Utrecht, waar zij op de 1500 m de zilveren medaille behaalde achter de Belgische Betty Vansteenbroeck. Twee jaar later bereikte zij bij de senioren voor het eerst een podiumplaats: tijdens de Europese indoorkampioenschappen in Boedapest veroverde zij op de 3000 m een zwaar bevochten bronzen plak in 9.04,52 sec. Op de universiade later dat jaar reikte zij één treetje hoger en behaalde zij met 9.06,52 zilver.

### Comeback
Na de geboorte van haar zoon in 1984 vierde zij als Jelena Romanova in 1985 haar comeback op de atletiekbaan. Bij de EK indoor in Madrid in 1986 werd zij vervolgens vierde op de 3000 m in 9.03,87.
Vanaf 1987 nam Jelena Romanova tevens regelmatig deel aan de wereldkampioenschappen veldlopen. Haar beste individuele klassering bij dit toernooi was haar derde plaats in 1990 in het Franse Aix-les-Bains. Daarnaast won zij als lid van de Sovjet-Russische ploeg in 1987 en 1991 een bronzen en in 1988 en 1990 een gouden medaille.
Bij de wereldkampioenschappen van 1987 in Rome werd Romanova op de 3000 m in 8.43,33 vijfde. Op de Olympische Spelen van 1988 in Seoel schoof zij één plaats naar voren: zij werd er vierde in 8.30,45. Olympisch kampioene werd Tatjana Samolenko.

### Europese top
In 1990 startte Jelena Romanova tijdens de Europese kampioenschappen in Split als favoriete op de 3000 m. In de eindsprint liet zij zich echter in 8.43,68 verschalken door de Britse Yvonne Murray. Twee dagen later nam ze revanche: geheel onverwacht won Jelena Romanova goud op de 10.000 m in 31.46,83, waarmee zij haar persoonlijk record met 40 seconden scherper stelde. Dat jaar won zij eveneens goud op de 5000 m tijdens de Goodwill Games in Seattle (VS). Bij de WK van 1991 in Tokio stapte zij tijdens de 10.000 m uit de race, maar achter titelverdedigster Tatjana Dorovskikh uit Oekraïne veroverde zij op de 3000 m met 8.36,06 wel de zilveren plak.

### Olympisch kampioene
In 1992 zette Jelena Romanova de kroon op haar atletiekloopbaan. Op de Olympische Spelen in Barcelona werd zij kampioene op de 3000 m. Tijdens de race ging het als zo vaak tussen Jelena Romanova en haar eeuwige rivale, Tatjana Dorovskikh. De beide atletes, die overigens voor de laatste maal in één en hetzelfde landenteam zouden uitkomen, maakten er een boeiende race van. Romanova, die bij dergelijke confrontaties tot dan toe meestal het onderspit had moeten delven, trok ditmaal aan het langste eind en versloeg haar rivale in de laatste meters. De tijden: 8.46,04 om 8.46,85. Zij werd daarmee tevens de laatste olympische kampioene op de 3000 m. Vanaf 1996 werd dit loopnummer in het olympische programma namelijk vervangen door de 5000 m.
Vanaf 1993 startte Jelena Romanova voor het nieuwe Rusland en vanzelfsprekend werd zij er de eerste nationale kampioene op de 3000 m. Bij de WK van 1993 in Stuttgart werd zij in 8.39,69 zesde.
In 1994 werd Jelena Romanova als lid van de Russische marathon-estafetteploeg bij de vrouwen eerste bij de wereldkampioenschappen Ekiden in Litochora. Ook won zij in dat jaar zowel de 3000 als de 5000 m tijdens de Goodwill Games in Sint-Petersburg. Het laatste jaar waarin zij internationaal aan de weg timmerde, 1996, werd zij nog eenmaal zesde op de 5000 m tijdens de Olympische Spelen in Atlanta.

### Einde
In 1997 trad de Russische terug uit de schijnwerpers en leek zij de atletieksport de rug te hebben toegekeerd. Nadat echter haar voormalige trainer Gennady Naumoy was overleden, nam zij in 2006 de begeleiding over van de groep jonge atleten, die daarvoor door hem waren gecoacht. Overigens trok zij zich dit overlijden erg aan en was zij sindsdien depressief. Op 28 januari 2007 werd Jelena Romanova dood aangetroffen in haar huis in Wolgograd. Over de doodsoorzaak van de oud-olympisch kampioene, die op 30 januari 2007 werd begraven, is door het Sportcomité van Wolgograd niets bekendgemaakt.

## Titels
- Olympisch kampioene 3000 m - 1992
- Sovjet-kampioene 3000 m - 1986
- Sovjet-indoorkampioene 3000 m - 1987
- Russisch kampioene 3000 m - 1993

## Persoonlijke records
| Onderdeel | Prestatie | Datum             | Plaats   |
| --------- | --------- | ----------------- | -------- |
| 1500 m    | 4.07,92   | 6 juli 1994       | Lausanne |
| 3000 m    | 8.30,45   | 25 september 1988 | Seoel    |
| 5000 m    | 14.59,70  | 10 september 1991 | Berlijn  |
| 10.000 m  | 31.46,83  | 1990              |          |

## Palmares

### 3000 m
- 1987: 5e WK - 8.41,33
- 1987:  IAAF Grand Prix - 8.41,15
- 1988: 4e WK - 8.30,45
- 1988: 4e OS - 8.30,45
- 1990:  EK - 8.43,68
- 1990:  Goodwill Games - 8.51,79
- 1991:  WK - 8.36,06
- 1992:  OS - 8.46,04
- 1993: 6e WK - 8.39,69
- 1994:  Goodwill Games - 8.41,06

### 5000 m
- 1990:  Goodwill Games - 15.02,23
- 1994:  Goodwill Games - 15.28,69

### 10.000 m
- 1987: DNF WK
- 1990:  EK - 31.46,83
- 1991: DNF WK

### veldlopen
- 1987: 15e WK veldlopen - 17.20
- 1989: 9e WK veldlopen - 23.02
- 1990:  WK veldlopen - 19.33
- 1991: 8e WK veldlopen - 20.50

1984 Maricica Puică ·
1988 Tatyana Samolenko-Dorovskich ·
1992 Jelena Romanova